# José Silvestre Rebello
José Silvestre Rebello (Portugal, 1776-1777 - Rio de Janeiro, 12 de agosto de 1844) foi um intelectual e diplomata brasileiro, tendo conquistado o primeiro reconhecimento formal da Independência brasileira, por parte do governo dos Estados Unidos da América.

## Biografia
Nasceu em Portugal, possivelmente entre os anos de 1776 ou 1777, em desconhecido local, José Silvestre Rebello teria vindo para o Brasil ainda na mocidade. Tornou-se um comerciante próspero. Inserido na administração lusitana, tornou-se Juiz da Comissão Mista que tratava de questões relativas ao tráfico ilegal de escravizados. Foi o primeiro Encarregado de Negócios do Império Brasileiro a servir nos EUA, tendo negociado o reconhecimento da Independência do Brasil por parte do governo dos Estados Unidos. De volta ao Brasil em 1829, foi membro da Sociedade Auxiliadora da Indústria Nacional e sócio fundador do Instituto Histórico Geográfico Brasileiro (IHGB). Faleceu em 1844, na cidade do Rio de Janeiro.

### Carreira diplomática
Entre os anos de 1824 e 1829, o diplomata Silvestre Rebello representou o Império Brasileiro perante o governo estadunidense, vivenciando uma série de experiências políticas que faz a sua trajetória confundir-se com parte da história das relações internacionais do Brasil. Negociou o reconhecimento brasileiro em Washington, organizou a primeira legação brasileira naquele país, contratou os serviços da Life & Fire Company – que construiu navios para a marinha brasileira – e mediou conflitos entre ambos os países. Também viajou pelos Estados Unidos, conheceu personagens ilustres, participou de agremiações e observou, com seu olhar estrangeiro, a sociedade e a política estadunidense.